# Taz: Wanted
Taz: Wanted (в русской локализации «Таз: В Розыске») — компьютерная игра в жанре приключенческого боевика, вышедшая 17 сентября 2002 года. Разработчиком игры является британская компания Blitz Games.

## Геймплей
Тазу предстоит пройти десять обязательных уровней (четыре больших этапа), на каждом из которых расположено ровно по семь плакатов. Все эти плакаты должны быть уничтожены любой ценой, что и является первичной задачей в течение игры. Таз обладает отменными физическими навыками: он может вращаться и двигаться на огромной скорости, разрушая всё на своём пути (как и в мультфильмах), съедать некоторые предметы и плеваться ими, прыгать, а также громко вопить и запугивать. Вместе с тем он не умеет плавать: каждый раз, как только он падает в воду, он тонет (хотя потом выбирается на сушу и начинает всё с начала). Драться он не способен, хотя может при вращении сбить кого-нибудь и на время контузить.
За уничтожение каждого плаката Таз набирает очки, выражаемые в долларах (с каждым следующим уровнем сложность возрастает). На каждом уровне находятся смотрители, которые охотятся на Таза по приказу Сэма. Каждый раз, как только Таз попадается им в руки, он теряет часть денег и попадает в клетку (которую, однако, можно легко разрушить). Расправиться со смотрителями можно, если зайти в телефонную будку ACME и приобрести специальный костюм, в котором Таз атакует в фирменном стиле смотрителей и уничтожает их окончательно. На каждом уровне Таз имеет возможность получить дополнительный бонус:
- на уровнях есть не менее 100 бутербродов. Собрав 100 из них, Таз получает право сыграть в бонусную игру, доступную после завершения уровня. Доступ к этой игре дает синяя телефонная будка, которая является пасхалкой — отсылкой к ТАРДИС из популярного сериала «Доктор Кто». Бонусная игра представлена трёх видах: полоса препятствий пешком, гонка на транспорте или разрушение ящиков на время. Она также приносит деньги. Примечательно, что каждую бонусную игру Таз проходит в маскировочном костюме.
- разрушив 50, 75 или 100 % от разрушаемых строений (зависит от установленной сложности в начале), Таз получает дополнительные деньги.
- найдя золотые усы Сэма, Таз получает дополнительные деньги (столько же он может заработать в бонусной игре).

По окончании трёх уровней в трёх мирах Таз играет в суперигру против Сэма, сражаясь против какого-то из боссов: в первом случае он гоняет слона, пытаясь запугать Госсамера; во втором случае в пластмассовом зорбе соревнуется против Даффи Дака; в третьем случае пытается подорвать Сэма. На финальном этапе после десятого уровня с плакатами ему предстоит сразиться с Сэмом и его компанией, а также выяснить, кто действительно стоит за похищением Таза и Дьяволицы.
В игре присутствует четыре мира с подуровнями и уровнями «боссов»:
- Йосемитский зоопарк (англ. Yosemite Zoo), отсылка к Йосемитской долине и Йоземиту Сэму — собственно зоопарк, куда привезли Таза.
  - Мелодии Зуни (англ. Zooney Tunes), отсылка к студии Looney Tunes — основная часть зоопарка.
  - Айсберг (англ. Ice Burg) — зимний уголок в зоопарке.
  - Лагуна Луни (англ. Looney Lagoon) — пляж и аквапарк.
  - Слонятник (англ. Elephant Pong) — загон со слоном, где Таз играет в импровизированный пинг-понг против Госсамера.
- Сэм-Франциско — город, куда сбегает Сэм с подручными после первого уровня.
  - Сэмсонианский музей (англ. Samsonian Museum), отсылка к Смитсоновскому музею.
  - Лунингдейлз (англ. Looninngdales), отсылка к сети супермаркетов Bloomingdale's.
  - Берег Самерики (англ. Bank of Samerica), отсылка к банку Bank of America — собственно представляет собой стройплощадку, где строится небоскрёб.
  - Гладиатуны (англ. Gladiatoons), отсылка к шоу «Gladiators[англ.]» — телестудия, где снимается одноимённое шоу.
- Хитрый Запад (англ. Wild E. West), отсылка к Хитрому койоту, которого «случайно» вышиб Таз с телешоу — территория, куда привозят «в ссылку» Таза.
  - Бабулин каньон (англ. Granny's Canyon) — город Среднего Запада.
  - Таз с привидениями (англ. Taz Haunted) — дом ужасов в духе плотницкой готики.
  - Мультяшная шахта (англ. Cartoon Strip Mine) — золотоносная шахта.
  - Город обмана (англ. Dodge City) — склад с динамитом, где скрывается Сэм.
- Тазландский парк отдыха (англ. Tazland A-Maze-Ment Park) — часть острова Тасмания, переделанная под парк развлечений Сэмом, куда прилетает в буквальном смысле Таз.
  - Дискотека Вулкан (англ. Disco Volcano) — логово Сэма в жерле вулкана.
  - Хинденбёрд (англ. Hindenbird) — дирижабль Сэма.

## Сюжет
Главным героем игры является тасманский дьявол Таз — герой мультфильмов Looney Tunes. Мирную жизнь Таза, который проводит свободное время на своём острове с Дьяволицей (англ. She-Devil) нарушает Йоземит Сэм (англ. Yosemite Sam), который сажает обоих в Йосемитский зоопарк. В планах Сэма — превратить остров Тасмания в огромный парк развлечений. Однако Таз, взбешённый тем, что его разлучили с возлюбленной, вырывается из клетки, в которой его держат, и отправляется на поиски Дьяволицы. Сэм, который не ждал бегства Таза, приказывает развесить по всему миру плакаты с одним и тем же лозунгом «Таз: В Розыске». Тазу предстоит разрушить эти плакаты любой ценой, спасти Дьяволицу и остановить банду Сэма.

### Персонажи
- Таз — тасманский дьявол. Главный герой. Глупый, вечно голодный хищник, но вместе с тем одержим благородной идеей спасти возлюбленную и отомстить похитителям. Озвучивание: Джим Каммингс.

#### Боссы
- Госсамер — сообщник Сэма. Встречается в первой суперигре ("Слонатник") как противник Таза, появляется в ролике на финальном уровне. Озвучивания нет.
- Даффи Дак — селезень, сообщник Сэма. Появляется во второй суперигре ("Гладиатуны") и соревнуется с Тазом (хотя по плану должен был бороться против Хитрого койота). Повторяет фразу «Ты, перезрелый!» и, как и во всех мультфильмах Looney Tunes, шепелявит. Озвучивание: Джо Аласки.
- Йоземит Сэм — антагонист. Жадный миллиардер, пытается открыть парк развлечений на острове Тасмания. Расклеивал объявления о поиске Таза. Босс уровней "Обманный Город" и "Дискотека-Вулкан". Озвучивание: Морис Ламарш.
- Твити — канарейка, изначально появляется в первом мире во время обучающих мини-игр. На всех уровнях, где есть плакаты, даёт свои циничные комментарии по поводу каждого плаката и возможных способностей Таза к уничтожению плакатов. Появляется и в самом конце игры ("Хиндерберд"), оказываясь главным антагонистом. Озвучивание: Джо Аласки.

#### Неигровые персонажи
- Элмер Фадд — судья второй суперигры. Объявляет правила конкурса. Постоянно попадается под «горячие руки» конкурентов. Озвучивание: Билли Уэст.
- Хитрый койот — периодически появляется в роликах к игре.
- Кот Сильвестр — появляется только в начальной заставке.

## Рецензии
| Сводный рейтинг       | Сводный рейтинг | Сводный рейтинг | Сводный рейтинг | Сводный рейтинг |
| Издание               | Оценка          | Оценка          | Оценка          | Оценка          |
| Издание               | GC              | PC              | PS2             | Xbox            |
| --------------------- | --------------- | --------------- | --------------- | --------------- |
| GameRankings          | 53,86 %         | 62,83 %         | 64,27 %         | 60,11 %         |
| Metacritic            | 61/100          | 58/100          | 65/100          | 62/100          |
| Иноязычные издания    |                 |                 |                 |                 |
| Издание               | Оценка          | Оценка          | Оценка          | Оценка          |
| Издание               | GC              | PC              | PS2             | Xbox            |
| AllGame               |                 |                 | [ 9 ]           |                 |
| GameSpot              |                 | 5,1/10          |                 | 5/10            |
| GameZone              | 7,2/10          | 7,2/10          | 7/10            | 6,9/10          |
| IGN                   | 5,7/10          | 6,2/10          | 6,7/10          | 6,5/10          |
| Nintendo Power        | 3/5             |                 |                 |                 |
| OPM                   |                 |                 | [ 21 ]          |                 |
| OXM                   |                 |                 |                 | 5,6/10          |
| PC Zone               |                 | 66 %            |                 |                 |
| X-Play                |                 | [ 24 ]          |                 |                 |
| NGC Magazine          | 52 %            |                 |                 |                 |
| Русскоязычные издания |                 |                 |                 |                 |
| Издание               | Оценка          | Оценка          | Оценка          | Оценка          |
| Издание               | GC              | PC              | PS2             | Xbox            |
| «НИМ»                 |                 | 4,6/10          |                 |                 |

Игра получила смешанные отзывы: издание IGN поставило 6,5 баллов из 10 версии для Xbox, а версия для PS2 получила 6,7 баллов из 10 (плюсами были указаны дизайн и геймплей). Издание GameSpot напротив, раскритиковало всю игру и тот же самый геймплей, поставив версии для ПК всего 5,1 балла из 10, а версии для Xbox и PS2 получили ровно пять баллов. Российское издание AG поставило игре 50 %, на самом сайте по версии игроков оценка игры составляет 66 %. GameRankings и Metacritic дали оценку 64,27% и 65 из 100 для версии игры для PlayStation 2; 60,11% и 62 из 100 для версии Xbox; 62,83% и 58 из 100 для версии для ПК; и 53,86% и 61 из 100 для версии GameCube.
Игра была номинирована на премию BAFTA 2002 года в категории «Лучшее детское развлечение».